# Nicole Van Goethem
Pour les articles homonymes, voir Van Goethem.
Nicole Van Goethem, née à Anvers (Belgique) le 31 mai 1941 et morte dans cette ville le 3 mars 2000, est une caricaturiste, dessinatrice et animatrice belge.
Son film Une tragédie grecque (Een Griekse tragedie) remporte de nombreux prix et notamment, en 1986, l'Oscar du meilleur court métrage d'animation.
À travers sa pratique artistique, Nicole Van Goethem contribue à rendre plus visible le combat des femmes pour l'émancipation ainsi que la défense des droits sociaux et des droits des enfants.
Elle est la première belge à obtenir un Oscar et la première femme à avoir une exposition personnelle au Musée d'Art contemporain d'Anvers.

## Biographie

### Jeunesse et formation
Nicole Van Goethem est née à Anvers le 31 mai 1941. Elle y fréquente une école francophone (Les filles de Marie-Paridaens), puis l'Institut Technique Sint-Maria, où elle étudie les arts décoratifs. Elle poursuit l'enseignement artistique à l'Académie royale des beaux-arts d'Anvers et la flûte au Conservatoire royal d'Anvers. Durant cette période, elle est membre de l'ensemble baroque Consortium Antiquum,,.
En 1965, elle entreprend un voyage à travers l'Espagne et le Maroc et, à son retour, vit de petits boulots dans des bars de la ville, avant de reprendre une activité artistique en 1971.

### Carrière artistique
Dans les années 1960 et 1970, elle fait partie de l'environnement artistique anversois, qui comprend également Ludo Mich, Rudy Renson, Ferre Grignard, Robbe De Hert, Luc Monheim, Wannes Van de Velde, Fred Bervoets et Fernand Auwera.
Avec son compagnon Rudy Renson, elle crée des dessins, des affiches et des sérigraphies destinés à la vente. De 1974 à 1978, elle travaille comme illustratrice dans le magazine féministe Mimo et commence à créer des affiches pour la Journée nationale des femmes) à la demande du Comité consultatif des femmes (VOK) (nl) et ce, jusqu'en 1990,.

#### L'animation
En 1974, Nicole Van Goethem collabore avec le dessinateur Jean-Paul Walravens, connu sous le nom de Picha, sur le film Tarzoon, la Honte de la jungle. C'est aussi son premier contact avec l'animation. En 1977, elle travaille à nouveau pour Picha, cette fois sur le film d'animation Le chaînon manquant.
À la fin des années 1970 et au début des années 1980, Nicole Van Goethem collabore à plusieurs films d'animation dont plusieurs films de Tony Cuthbert, un épisode pilote jamais diffusé de la série animée belgo-américaine The Snorks (1982) et le premier long métrage d'animation belge, Jan Zonder Vrees (1984) de Jef Cassiers.
Elle commence alors à écrire les scénarios qui serviront de base à ses propres courts métrages d'animation.
Son premier film d'animation, Une tragédie grecque, qu'elle termine en 1985, remporte de nombreuses récompenses. Dans le film, trois cariatides soutiennent un fronton et font tout leur possible pour maintenir la stabilité du temple. Cependant, le temple en ruine rend leur travail absurde. Les faiblesses humaines sont montrées avec un humour doux.
Le film remporte le Grand Prix et le Prix du public au Festival international du film d'animation d'Annecy en 1985. Un an plus tard, il reçoit l'Espiga de Oro du court métrage au Festival international du film de Valladolid, en Espagne. Le 30 mars 1987, Une tragédie grecque remporte l'Oscar du meilleur court métrage d'animation. Selon l'usage, deux statuettes sont remises aux producteurs Willem Thijssen et Linda Van Tulden qui décident d'en remettre une à Nicole van Goethem,. Celle-ci devient ainsi la première belge à remporter un Oscar. La même année, le film remporte le prix de la Sabam. Ces distinctions en font le court métrage le plus primé du cinéma belge.
En 1986, elle achève son deuxième film d'animation, Vol van gratie, de 8 minutes, dans lequel un groupe de nonnes est confronté à maintes reprises à toutes sortes de symboles phalliques après que deux nonnes aient acheté des bougies dans un sex-shop. Le film est nommé pour la Palme d'or du meilleur court métrage au Festival de Cannes.
Nicole Van Goethem réalise également le film Human Rights Article 13 en 1988, The Spectator et des projets de films plus petits pour De Volksverzekering (nl)ainsi que le générique du festival « Marilyn » pour le Festival du film de Gand en 1991.

#### Illustration
En 1986, elle illustre le livre Onze Sociale Zekerheid (Notre sécurité sociale) de Josse Van Steenberge, recteur de l'Université d'Anvers. Durant cette période, elle illustre également des articles pour le journal De Morgen et travaille comme dessinatrice pour le magazine satirique français Hara-Kiri.
À travers sa pratique artistique, Nicole Van Goethem contribue à rendre plus visible le combat des femmes pour l'émancipation ainsi que la défense des droits sociaux et des droits des enfants,.

### Fin de vie et notoriété post mortem
Nicole Van Goethem meurt brusquement le 3 mars 2000 à l'âge de 58 ans. Elle est enterrée dans la cour d'honneur du Schoonselhof.
Son troisième et dernier film, L.A.T. (Living Apart Together) est terminé deux ans après sa mort par son partenaire Rudy Renson. Elle y utilise, pour la première fois des effets en 3D. Le film est présenté au Festival d'Annecy,,.
Le livre Getekend Nicole Van Goethe, est publié après sa mort, en 2000. Il contient des dessins animés, des photos de films et des affiches publicitaires.
Rudy Renson confie les archives de Nicole Van Goethem à Archief en Museum voor het Vlaamse Cultuurleven . Elles contiennent des cellulos, des dessins originaux sa correspondance, des photos etc.

## Expositions
- 1987 : Nicole Van Goethem est la première femme à avoir une exposition personnelle au Musée d'art contemporain d'Anvers en 1987 : Nicole Van Goethem – Drawing the Film. L’exposition est présentée à Anvers de 1987 à 1988, puis dans différents lieux en Belgique, à Amsterdam et au Canada. Le catalogue de l'exposition est publié sous le titre Storyboard Nicole Van Goethem, of hoe belandt een oscar in oud-Antwerpen?[17].
- 2003 : Nicole Van Goethem, het ANDER werk, Elzenveld, Anvers[2].
- 2006 : Nicole Van Goethem 1941-2000 Animatiefilms & Grafisch werk, Indian Caps, Anvers[18],[2]
- En 2020-2021, le MuHKA organise une nouvelle exposition en son honneur : Nicole Van Goethem - Drawings, Animation and an Oscar, tandis que De Cinema projette ses films. Les œuvres  présentées font partie de la donation de Sonia Renson, la sœur de Rudy Renson[7] .

## Collections
Le Musée d'Art contemporain d'Anvers compte plusieurs œuvres de Nicole Van Goethem dans ses collections.

## Filmographie
- Trouble in Paradise de Robbe De Hert, 1989, actrice[19]
- Verloren Maandag, Belgique, 1973, actrice[20]
- Tarzoon, la honte de la jungle, 1975, long métrage d'animation de Picha et Boris Szulzinger, coloriste[2]
- Le Chaînon manquant, 1980, long métrage d'animation de Picha, Michel Gast et Jenny Gérard, couleurs
- Jan zonder Vrees (nl) de Jef Cassiers (nl), 1984
- Une tragédie grecque, film d'animation, 1985, réalisatrice[21]
- Human Rights Article 13, 1988, réalisatrice[13]
- Vol van gratie, 1988, scénariste et réalisatrice

## Publication
- (nl) Nicole van Goethem, Getekend Nicole van Goethem, Die Keure, 2000 (ISBN 9789057514067)

## Récompenses et distinctions
- 1985 : Grand Prix et Prix du Public au Festival international du film d'animation d'Annecy pour Une tragédie grecque [8]
- 1986 : Oscar du meilleur court métrage d'animation pour Une tragédie grecque[21]
- 1987 : Prix Joseph Plateau pour Une tragédie grecque (Meilleur court métrage belge)[22].
- 1988 : Prix Joseph Plateau pour Vol van gratie (Meilleur court métrage belge).
- Nomination à la Palme d'or du court-métrage au Festival de Cannes pour Vol van gratie[7]
- 1988 : Geuzenprijs décerné par l'association 't Zal Wel Gaan[23]

- (en) Nicole Van Goethem: Awards, sur l'Internet Movie Database